# سام بویور
سام بویور (انگلیسی: Sam Bowyer؛ ۱۲ اکتبر ۱۸۸۷ – 1961 or ۱۹۶۷) بازیکن فوتبال اهل بریتانیا بود.
از باشگاه‌هایی که در آن بازی کرده‌است می‌توان به باشگاه فوتبال بریستول سیتی و باشگاه فوتبال لیورپول اشاره کرد.